# Rocío Márquez
Pour les articles homonymes, voir Rocío et Márquez.
Rocío Márquez, née le 29 septembre 1985 à Huelva, est une chanteuse espagnole de flamenco.

## Biographie
Dès l'âge de neuf ans, elle suit des cours de flamenco à la Peña Flamenca de Huelva et commence à se faire connaître. Elle confirme en 2008 au Festival del Cante de Las Minas, où elle remporte cinq récompenses, dont le prix de la Lámpara Minera,,.
En juillet 2010, elle donne son premier concert en France, au festival Les Suds à Arles, en lever de rideau de Diego el Cigala.
Son expression cristalline est éloignée de l’esthétique âpre et déchirée qui colle quelquefois au flamenco. Elle est appréciée également par son art de moduler le chant andalou.
En 2011 et 2012, elle participe à des spectacles consacrés au flamenco à l'époque de la République espagnole puis lors de la guerre civile. En juillet 2012, elle se produit au fond d’un puits de charbon de la région de León, pour un concert en compagnie de huit mineurs en grève contre la fermeture du site, chantant a cappella. Elle fait partie des artistes espagnols ayant réagi contre la politique d’austérité menée par le gouvernement de Mariano Rajoy, contre  les suppressions de subventions culturelles et contre le passage de la TVA sur les spectacles de 7 % à 21 %, précisant : « Le gouvernement actuel considère la culture comme un produit de luxe. Mais où va un pays privé de culture ? ».

## Récompenses
- 2020 : Victoire du jazz dans la catégorie Album de musiques du monde pour Visto en el Jueves[7]

## Discographie
- 2009 : Aquí y Ahora (DVD)
- 2012 : Claridad (CD)[2]
- 2014 : El niño[8]
- 2017 : Firmamento[9],[10].
- 2018 : Diálogos de nuevos y viejos sones[11].
- 2019 : Visto en el Jueves, (el Jeuves est un marché de communauté tenu le jeudi rue Feria à Séville)[12],[13] avec le guitariste gitan Canito[14].
- 2022 : Tercer Cielo, avec Bronquio.